# سیارک ۳۸۴۲
سیارک ۳۸۴۲ (به انگلیسی: 3842 Harlansmith، نامگذاری:1985FC1) سه هزار و هشتصد و چهل و دومین سیارک کشف شده‌است که در ۲۱ مارس ۱۹۸۵ کشف شد.
قدر مطلق سیارک برابر ۱۳٫۱۰ است.